# Muzeum Regionalne w Głogówku
Muzeum Regionalne w Głogówku – muzeum położone w Głogówku. Placówka działa w ramach Miejsko-Gminnego Ośrodka Kultury w Głogówku i mieści się w pomieszczeniach głogówieckiego zamku.

## Historia muzeum
Historia głogówieckiego muzealnictwa sięga przełomu XIX i XX wieku, kiedy to historyk i kolekcjoner, baron Ernst von Woikowsky-Biedau zorganizował pierwsze muzeum w tzw. Gartenburgu. Kolekcja ta przetrwała do jego śmierci w 1912 roku. Wówczas wiele cennych eksponatów z niej trafiło do muzeów w Nysie, Gliwicach, Raciborzu i Bytomiu. Na reaktywację placówki trzeba było czekać szesnaście lat. W 1928 roku utworzono Heimatmuseum, powstałe z połączenia pozostałości kolekcji von Woikowskiego-Biedau ze zbiorami izby regionalnej. Jego dyrektorem został Josef Strecke, rektor tutejszej Szkoły Podstawowej, który pełnił tę funkcję do śmierci w 1935 roku. W 1932 roku zbiory muzeum wzbogaciły się o 3000 nowych eksponatów (obrazy, mapy, książki), stanowiących do tej pory pomoc dydaktyczną seminarium zakonu franciszkanów. Zbiory te przekazał dr Rhein. W 1932 roku zbioru muzeum przeniesiono do budynku bramnego głogówieckiego zamku, a w 1937 roku – do klasztornego Refektorium. Placówka pod kierownictwem nowego dyrektora, Alfreda Kosiana, działała do 1945 roku.
Do idei utworzenia muzeum w Głogówku powrócono dopiero w latach 70. XX wieku. Muzeum Regionalne powstało w 1975 roku z inicjatywy Towarzystwa Miłośników Głogówka. Zbiory umieszczono w czterech pomieszczeniach zamku dolnego. W 1977 roku w budynku bramnym otwarto Salę Rafała Urbana oraz przeprowadzono remont pomieszczenia dawnej biblioteki zamkowej, w której urządzono salę koncertową.

W latach 1976–1993 z inicjatywy Społecznego Komitetu Odbudowy i Zagospodarowania Zamku w Głogówku, przy placówce uruchomiono Muzeum Jana Cybisa (oddział Muzeum Śląska Opolskiego w Opolu). Ekspozycja prac artysty liczyła sobie 80 obrazów olejnych i ponad 800 rysunków i akwarel. W 1993 roku zbiory te przeniesiono do Opola.

## Zbiory i ekspozycje
Aktualnie w muzeum prezentowane są następujące ekspozycje:
- Baszta – dawne więzienie miejskie oraz wystawa etnograficzna (Izba u Starki): stroje ludowe, przedmioty codziennego użytku oraz narzędzia rolnicze,
- Zamek Dolny – ekspozycja historyczna:
  - Sala koncertowa im. Ludwiga van Beethovena, nazwana na cześć pobytu kompozytora na zamku w 1806 roku,
  - Żółty Salonik z akwarelami autorstwa Alojzego Wierzgonia,
  - Sala Oppersdorffów, upamiętniająca rodzinę władającą zamkiem przez cztery stulecia,
  - Sala Jana Kazimierza, upamiętniająca pobyt na zamku króla wraz z małżonką Ludwiką Marią Gonzaga w 1655 roku. Parze królewskiej towarzyszyli wówczas m.in. Stefan Czarniecki, Jan Andrzej Morsztyn i Jakub Sobieski.
  - kaplica św. Jana Chrzciciela, zdobiona XVIII wiecznymi freskami, autorstwa Franza Antona Sebastiniego.
- Brama – izby pamięci: Jana Cybisa i Rafała Urbana.

Muzeum jest obiektem całorocznym, czynnym od poniedziałku do piątku. Wstęp jest płatny.